# Марк Юлий Вестин Аттик
Марк Ю́лий Вести́н А́ттик (лат. Marcus Iulius Vestinus Atticus; умер в 65 году) — древнеримский политический деятель, консул 65 года.
Отцом Аттика, вероятно, был префект Египта Луций Юлий Вестин. Марк был другом императора Нерона. В 65 году он занимал должность ординарного консула вместе с Авлом Лицинием Нервой Силианом. В его консульство произошёл знаменитый заговор Пизона. Вестин в заговоре не принимал никакого участия, так как по мнению заговорщиков отличался своеволием. Нерон думал, что Вестин окажется в числе заговорщиков, но его надеждам не суждено было сбыться. Однако император питал к консулу ненависть, поскольку тот часто его высмеивал и постепенно начал презирать. Несмотря на непричастность Вестина, Нерон отправил к его дому одну когорту солдат, но как только она подошла к дому консула, тот заперся в спальне, где вскрыл себе вены. Затем Вестина отнесли в баню и погрузили в теплую воду. Там, по-видимому, он и испустил дух. В следующем году Нерон женился на вдове Вестина Статилии Мессалине, с которой у него, как говорят, был роман ещё до её брака с Вестином.